# Юрково (Білозерський район)
Юрко́во (рос. Юрково) — присілок у складі Білозерського району Курганської області, Росія. Входить до складу Світлодольської сільської ради.
Населення — 159 осіб (2010, 207 у 2002).